# Goukou Shuiku
Goukou Shuiku (kinesiska: 沟口水库) är en reservoar i Kina. Den ligger i provinsen Heilongjiang, i den nordöstra delen av landet, omkring 320 kilometer nordväst om provinshuvudstaden Harbin. Goukou Shuiku ligger 159 meter över havet. Arean är 3,9 kvadratkilometer. Trakten runt Goukou Shuiku består till största delen av jordbruksmark. Den sträcker sig 3,1 kilometer i nord-sydlig riktning, och 2,1 kilometer i öst-västlig riktning.
Genomsnittlig årsnederbörd är 706 millimeter. Den regnigaste månaden är juli, med i genomsnitt 227 mm nederbörd, och den torraste är februari, med 7 mm nederbörd.